# Syrien i olympiska sommarspelen 1968
Syrien deltog med två deltagare vid de olympiska sommarspelen 1968 i Mexico City.  Ingen av landets deltagare erövrade någon medalj.